# Източносибирска кафява мечка
Източносибирската кафява мечка (Ursus arctos collaris), позната и само като Сибирска кафява мечка, е подвид на кафявата мечка, който живее в района между поречията на реките Енисей и Лена.

## Характеристики
Източносибирските кафяви мечки са междинни по характеристики между евразийския подвид на запад и камчатския на изток, въпреки че големите индивиди могат да имат същата големина като последните. Черепите им са неизменно по-големи от тези на евразийския подвид и частично по-големи от тези на камчатския. Възрастните мъжки имат черепи с дължина от 32,6 - 43,1 cm и ширина 31,2 - 38,5 cm при скуловите арки. Те имат дълга, гъста и мека козина, която е близка до тази на европейските кафяви мечки, въпреки че преобладават тъмноцветните индивиди.

## Разпространение
Първоначално Кювие определя, че представителите на този подвид обитават района на горното течение на Енисей. На по-късен етап е определен с точност ареала на подвида. На изток разпространението достига до Становой хребет и поречието на реките Лена и Колима. На юг достига до източен Казакстан, Алтай, Синдзян в Китай и северна Монголия.

## Връзки с хората
Представителите на този подвид са със значително по-богато на месо меню. Това определя и тяхната липса на страх към хората. Те нападат ловци, събирачи на мед и плодове, нападат хижи, складове и места, където има складирана храна.

## Хранене
Те ловуват планински зайци и копитни животни като елени или лосове.